# Cabalgata fin de semana
Cabalgata fin de semana va ser un programa radiofònic emès a Espanya per la Cadena SER durant els anys cinquanta i seixanta del segle xx.

## Història
El programa comptava amb un precedent, titulat Fin de semana i va començar a emetre's el 27 de juliol de 1951, conduït pel locutor xilè Bobby Deglané, acompanyat per María Ángeles Herranz.
El programa s'emetia la nit dels dissabtes des de les 22:30 hores fins a la una passada de la matinada i va establir les bases d'un gènere fins al moment desconegut a Espanya: els programes de varietats i espectacle, i introduïa al país el concepte de la ràdio com a entreteniment.
A Cabalgata fin de semana cabien entrevistes, música, concursos, humor, crítica literària i cinematogràfica i esport.
Després de la marxa de Bobby Deglané a Radio España, el programa va passar a ser presentat per José Luis Pécker.
Entre les celebritats que van treballar al programa, figuren el meteoròleg Mariano Medina, en la seva primera experiència en mitjans de comunicació, encunyant-se l'expressió "L'home del temps", mantinguda ja en el llenguatge habitual dels espanyols o els humoristes Tip y Top (Luis Sánchez Polack i Joaquín Portillo).
El 1954 Deglané va obtenir el Premi Ondas pel programa.